# Corralito Pedernal
Corralito Pedernal är en ort i Mexiko.   Den ligger i kommunen Pantelhó och delstaten Chiapas, i den sydöstra delen av landet, 800 km öster om huvudstaden Mexico City. Corralito Pedernal ligger 712 meter över havet och antalet invånare är 101.
Terrängen runt Corralito Pedernal är kuperad åt sydost, men åt nordväst är den bergig. Runt Corralito Pedernal är det ganska tätbefolkat, med 129 invånare per kvadratkilometer. Närmaste större samhälle är Yajalón, 13,6 km nordost om Corralito Pedernal. Omgivningarna runt Corralito Pedernal är en mosaik av jordbruksmark och naturlig växtlighet.